# Where Have You Been
Where Have You Been is een nummer van de Barbadiaanse zangeres Rihanna. Het is de derde internationale single van haar zesde studioalbum Talk That Talk. Voor de Verenigde Staten was het de vijfde single van dit album.

## Hitnoteringen

### Nederlandse Top 40
| Hitnotering: 05-05-2012 t/m 01-09-2012 | Hitnotering: 05-05-2012 t/m 01-09-2012 | Hitnotering: 05-05-2012 t/m 01-09-2012 | Hitnotering: 05-05-2012 t/m 01-09-2012 | Hitnotering: 05-05-2012 t/m 01-09-2012 | Hitnotering: 05-05-2012 t/m 01-09-2012 | Hitnotering: 05-05-2012 t/m 01-09-2012 | Hitnotering: 05-05-2012 t/m 01-09-2012 | Hitnotering: 05-05-2012 t/m 01-09-2012 | Hitnotering: 05-05-2012 t/m 01-09-2012 | Hitnotering: 05-05-2012 t/m 01-09-2012 | Hitnotering: 05-05-2012 t/m 01-09-2012 | Hitnotering: 05-05-2012 t/m 01-09-2012 | Hitnotering: 05-05-2012 t/m 01-09-2012 | Hitnotering: 05-05-2012 t/m 01-09-2012 | Hitnotering: 05-05-2012 t/m 01-09-2012 | Hitnotering: 05-05-2012 t/m 01-09-2012 | Hitnotering: 05-05-2012 t/m 01-09-2012 | Hitnotering: 05-05-2012 t/m 01-09-2012 | Hitnotering: 05-05-2012 t/m 01-09-2012 | Hitnotering: 05-05-2012 t/m 01-09-2012 |
| Week:                                  | 1                                      | 2                                      | 3                                      | 4                                      | 5                                      | 6                                      | 7                                      | 8                                      | 9                                      | 10                                     | 11                                     | 12                                     | 13                                     | 14                                     | 15                                     | 16                                     | 17                                     | 18                                     |                                        |                                        |
| -------------------------------------- | -------------------------------------- | -------------------------------------- | -------------------------------------- | -------------------------------------- | -------------------------------------- | -------------------------------------- | -------------------------------------- | -------------------------------------- | -------------------------------------- | -------------------------------------- | -------------------------------------- | -------------------------------------- | -------------------------------------- | -------------------------------------- | -------------------------------------- | -------------------------------------- | -------------------------------------- | -------------------------------------- | -------------------------------------- | -------------------------------------- |
| Positie:                               | 22                                     | 20                                     | 15                                     | 15                                     | 13                                     | 15                                     | 15                                     | 18                                     | 17                                     | 14                                     | 12                                     | 16                                     | 17                                     | 22                                     | 32                                     | 36                                     | 38                                     | 40                                     | uit                                    |                                        |

### NederlandseSingle Top 100
| Hitnotering: 28-04-2012 t/m 08-09-2012 | Hitnotering: 28-04-2012 t/m 08-09-2012 | Hitnotering: 28-04-2012 t/m 08-09-2012 | Hitnotering: 28-04-2012 t/m 08-09-2012 | Hitnotering: 28-04-2012 t/m 08-09-2012 | Hitnotering: 28-04-2012 t/m 08-09-2012 | Hitnotering: 28-04-2012 t/m 08-09-2012 | Hitnotering: 28-04-2012 t/m 08-09-2012 | Hitnotering: 28-04-2012 t/m 08-09-2012 | Hitnotering: 28-04-2012 t/m 08-09-2012 | Hitnotering: 28-04-2012 t/m 08-09-2012 | Hitnotering: 28-04-2012 t/m 08-09-2012 | Hitnotering: 28-04-2012 t/m 08-09-2012 | Hitnotering: 28-04-2012 t/m 08-09-2012 | Hitnotering: 28-04-2012 t/m 08-09-2012 | Hitnotering: 28-04-2012 t/m 08-09-2012 | Hitnotering: 28-04-2012 t/m 08-09-2012 | Hitnotering: 28-04-2012 t/m 08-09-2012 | Hitnotering: 28-04-2012 t/m 08-09-2012 | Hitnotering: 28-04-2012 t/m 08-09-2012 | Hitnotering: 28-04-2012 t/m 08-09-2012 | Hitnotering: 28-04-2012 t/m 08-09-2012 |
| Week:                                  | 1                                      | 2                                      | 3                                      | 4                                      | 5                                      | 6                                      | 7                                      | 8                                      | 9                                      | 10                                     | 11                                     | 12                                     | 13                                     | 14                                     | 15                                     | 16                                     | 17                                     | 18                                     | 19                                     | 20                                     |                                        |
| -------------------------------------- | -------------------------------------- | -------------------------------------- | -------------------------------------- | -------------------------------------- | -------------------------------------- | -------------------------------------- | -------------------------------------- | -------------------------------------- | -------------------------------------- | -------------------------------------- | -------------------------------------- | -------------------------------------- | -------------------------------------- | -------------------------------------- | -------------------------------------- | -------------------------------------- | -------------------------------------- | -------------------------------------- | -------------------------------------- | -------------------------------------- | -------------------------------------- |
| Positie:                               | 23                                     | 22                                     | 15                                     | 15                                     | 15                                     | 21                                     | 17                                     | 21                                     | 16                                     | 17                                     | 20                                     | 20                                     | 26                                     | 30                                     | 39                                     | 41                                     | 57                                     | 58                                     | 59                                     | 82                                     | uit                                    |

### VlaamseUltratop 50
| Hitnotering: 05-05-2012 t/m 29-09-2012 | Hitnotering: 05-05-2012 t/m 29-09-2012 | Hitnotering: 05-05-2012 t/m 29-09-2012 | Hitnotering: 05-05-2012 t/m 29-09-2012 | Hitnotering: 05-05-2012 t/m 29-09-2012 | Hitnotering: 05-05-2012 t/m 29-09-2012 | Hitnotering: 05-05-2012 t/m 29-09-2012 | Hitnotering: 05-05-2012 t/m 29-09-2012 | Hitnotering: 05-05-2012 t/m 29-09-2012 | Hitnotering: 05-05-2012 t/m 29-09-2012 | Hitnotering: 05-05-2012 t/m 29-09-2012 | Hitnotering: 05-05-2012 t/m 29-09-2012 | Hitnotering: 05-05-2012 t/m 29-09-2012 | Hitnotering: 05-05-2012 t/m 29-09-2012 | Hitnotering: 05-05-2012 t/m 29-09-2012 | Hitnotering: 05-05-2012 t/m 29-09-2012 | Hitnotering: 05-05-2012 t/m 29-09-2012 | Hitnotering: 05-05-2012 t/m 29-09-2012 | Hitnotering: 05-05-2012 t/m 29-09-2012 | Hitnotering: 05-05-2012 t/m 29-09-2012 | Hitnotering: 05-05-2012 t/m 29-09-2012 | Hitnotering: 05-05-2012 t/m 29-09-2012 | Hitnotering: 05-05-2012 t/m 29-09-2012 | Hitnotering: 05-05-2012 t/m 29-09-2012 |
| Week:                                  | 1                                      | 2                                      | 3                                      | 4                                      | 5                                      | 6                                      | 7                                      | 8                                      | 9                                      | 10                                     | 11                                     | 12                                     | 13                                     | 14                                     | 15                                     | 16                                     | 17                                     | 18                                     | 19                                     | 20                                     | 21                                     | 22                                     |                                        |
| -------------------------------------- | -------------------------------------- | -------------------------------------- | -------------------------------------- | -------------------------------------- | -------------------------------------- | -------------------------------------- | -------------------------------------- | -------------------------------------- | -------------------------------------- | -------------------------------------- | -------------------------------------- | -------------------------------------- | -------------------------------------- | -------------------------------------- | -------------------------------------- | -------------------------------------- | -------------------------------------- | -------------------------------------- | -------------------------------------- | -------------------------------------- | -------------------------------------- | -------------------------------------- | -------------------------------------- |
| Positie:                               | 41                                     | 19                                     | 9                                      | 10                                     | 10                                     | 10                                     | 10                                     | 14                                     | 14                                     | 12                                     | 15                                     | 18                                     | 18                                     | 17                                     | 24                                     | 26                                     | 31                                     | 36                                     | 32                                     | 42                                     | 49                                     | 45                                     | uit                                    |